# Benito Ramírez
Benito Ramírez del Toro (La Aldea de San Nicolás, 11 luglio 1995) è un calciatore spagnolo, centrocampista del Vanspor.

## Caratteristiche tecniche
È un centrocampista offensivo.

## Carriera
Cresciuto nel settore giovanile del Las Palmas, esordisce in prima squadra il 20 gennaio 2017 disputando l'incontro di Primera División pareggiato 1-1 contro il Deportivo La Coruña. Nell'estate 2018 si trasferisce in prestito al Rayo Majadahonda, squadra di Segunda División con la quale debutta il 13 settembre 2018, giocando da titolare lo spareggio del secondo turno di Coppa del Re, vinto 2-1 proprio a Las Palmas contro la squadra che possedeva il suo cartellino. Nell'estate 2019 scade il prestito e torna al Las Palmas.

## Statistiche

### Presenze e reti nei club
Statistiche aggiornate all'11 febbraio 2024.
| Stagione          | Squadra           | Campionato | Campionato | Campionato | Coppe nazionali | Coppe nazionali | Coppe nazionali | Coppe continentali | Coppe continentali | Coppe continentali | Altre coppe | Altre coppe | Altre coppe | Totale | Totale |
| Stagione          | Squadra           | Comp       | Pres       | Reti       | Comp            | Pres            | Reti            | Comp               | Pres               | Reti               | Comp        | Pres        | Reti        | Pres   | Reti   |
| ----------------- | ----------------- | ---------- | ---------- | ---------- | --------------- | --------------- | --------------- | ------------------ | ------------------ | ------------------ | ----------- | ----------- | ----------- | ------ | ------ |
| 2016-2017         | Las Palmas        | PD         | 2          | 0          | CR              | 0               | 0               | -                  | -                  | -                  | -           | -           | -           | 2      | 0      |
| 2017-2018         | Las Palmas        | PD         | 4          | 0          | CR              | 0               | 0               | -                  | -                  | -                  | -           | -           | -           | 4      | 0      |
| 2018-2019         | Rayo Majadahonda  | SD         | 27         | 1          | CR              | 2               | 0               | -                  | -                  | -                  | -           | -           | -           | 29     | 1      |
| 2019-2020         | Las Palmas        | SD         | 25         | 2          | CR              | 1               | 0               | -                  | -                  | -                  | -           | -           | -           | 26     | 2      |
| 2020-2021         | Las Palmas        | SD         | 35         | 0          | CR              | 2               | 0               | -                  | -                  | -                  | -           | -           | -           | 37     | 0      |
| 2021-2022         | Las Palmas        | SD         | 30+1       | 3          | CR              | 2               | 1               | -                  | -                  | -                  | -           | -           | -           | 33     | 4      |
| 2022-2023         | Las Palmas        | SD         | 14         | 1          | CR              | 0               | 0               | -                  | -                  | -                  | -           | -           | -           | 14     | 1      |
| 2023-2024         | Las Palmas        | PD         | 10         | 1          | CR              | 3               | 0               | -                  | -                  | -                  | -           | -           | -           | 13     | 1      |
| Totale Las Palmas | Totale Las Palmas |            | 120+1      | 8          |                 | 8               | 1               | -                  | -                  | -                  | -           | -           | -           | 129    | 8      |
| Totale carriera   | Totale carriera   |            | 148        | 8          |                 | 10              | 1               |                    | -                  | -                  |             | -           | -           | 158    | 9      |